# Isabella d'Este nel regno di Armonia
Isabella d'Este nel regno di Armonia (o Allegoria dell'incoronazione di Isabella d'Este) è un dipinto a tempera e olio su tela (164,5x197,5 cm) di Lorenzo Costa il Vecchio, databile al 1505-1506 e conservato nel Museo del Louvre a Parigi. Fu originariamente dipinto per lo studiolo di Isabella d'Este nel Castello di San Giorgio a Mantova. L'opera è firmata in basso a destra (L. COSTA F[ECIT].).

## Storia
Il dipinto fu il quarto ad essere commissionato da Isabella d'Este per il suo studiolo, dopo le due tele di Mantegna (Parnaso e Trionfo della Virtù, rispettivamente del 1497 e del 1499-1502) e la Lotta tra Amore e Castità di Perugino (1503).
Il soggetto venne fornito dal poeta e consigliere di Isabella Paride da Ceresara e ne fu incaricato inizialmente il Mantegna, che dovette iniziare il disegno e forse anche la pittura. Con la sua morte nel 1506 l'opera venne affidata a Lorenzo Costa, che comunque ridipinse tutto cancellando gli eventuali segni della mano di Mantegna. La tela venne gradita dalla marchesa e fu un buon biglietto da visita per l'assunzione del maestro come nuovo pittore di corte.
Il dipinto venne regalato, con tutti gli altri dello studiolo, da Carlo I Nevers al cardinale Richelieu, venendo trasferito a Parigi. Qui seguì le vicende di molte collezioni artistiche di pregio, finendo nel patrimonio statale e poi al nascente Museo del Louvre.

## Descrizione
L'interpretazione più accettata del complesso dipinto allegorico/mitologico è legata a un'esaltazione di Isabella d'Este, del suo governo e della sua protezione delle arti, che genera armonia.
Isabella sarebbe la figura femminile al centro, incoronata d'alloro da Anteros infante, retto dalla madre Venere vestita, simboleggianti l'amore celeste e virtuoso, in contrapposizione a quello terrestre e carnale. La scena sarebbe ambientata nel giardino dell'Armonia, dove è possibile coltivare serenamente la Musica, le Arti e la Poesia, alle quali si riferiscono i personaggi in cerchio attorno all'incoronazione. In primo piano, oltre i confini del giardino, si trovano Diana (a destra), simbolo di castità, e Cadmo (a sinistra), protettori delle arti al pari di Mercurio. La sua identificazione è facilitata dalla scena di battaglia che si svolge dietro di lui, nella parte sinistra del dipinto. Egli infatti vinse il serpente generato da Marte e ne seppellì i denti dai quali si originò una stirpe che immediatamente intraprese una guerra civile. Le due figure femminili sedute in terra rappresenterebbero infine due Virtù che sorvegliano il mondo di Isabella, vegliando l'ingresso del giardino: quella che incorona il bue sarebbe la Perseveranza e quella che incorona l'agnello la Purezza o Innocenza.
Un'interpretazione diversa è data da Campbell (2004), che basandosi sul testo greco della Tabula Cebetis, in voga nel Rinascimento, vi ha letto una rappresentazione dei diversi generi della poesia, tra i quali primeggia quella lirica, rappresentata dalla Venere al centro che farebbe incoronare dall'Amore la poetessa Saffo, mentre tutt'intorno si troverebbero le personificazioni dei primi esponenti di questo genere poetico: Callimaco, Properzio, Ovidio e Tibullo.

## Stile
Dal punto di vista stilistico il taglio dell'opera e la dimensione delle figure vennero imposti dalle regole delle tele nello studiolo. Il pittore tradusse il soggetto in un vorticare di figure, immerse in un ricco paesaggio dai colori morbidi e brillanti, secondo le regole del colorismo allora in voga. Un brano particolarmente riuscito è il paesaggio nella parte sinistra, che sfuma sapientemente in lontananza ottenendo una particolare profondità, grazie all'uso della prospettiva aerea.